# آن بيكر
آن بيكر (بالإنجليزية: Ann Baker)‏ هي مغنية أمريكية، ولدت في 21 أغسطس 1915 في واشنطن في الولايات المتحدة، وتوفيت في 29 أغسطس 1999.